# Shochu
El shochu (en japonès: 焼酎, shōchū) és una beguda destil·lada originària del Japó. Es produeix destil·lant ordi, moniatos, arròs, fajol, o sucre roig, tot i que també es pot produir a partir d'altres ingredients com ara castanyes, llavors de sèsam, patates o pastanagues. Típicament té un grau alcohòlic del 25% arribant al 35%.
Encara que es va fer primer a Kyūshū, actualment es produeix a tot el Japó.
El shochu no s'ha de confondre amb el sake, d'arròs. El seu gust és més fort i menys afruitat. El shochu es beu de moltes maneres: sol, amb gel, diluït amb aigua, barrejat amb te o sucs de fruita, etc.
Recentment el consum de shochu ha pujat força i ha ultrapassat al consum de sake.

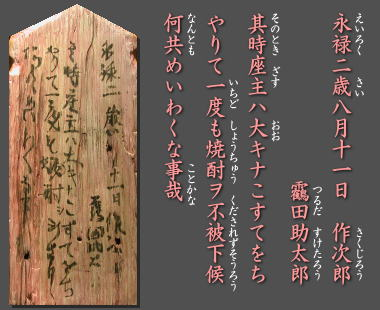
La paraula "Schochu" inscrita al santuari Koriyama Hachiman. Signat per dos fusters i datat de l'11 d'agost del segon any del període Eiroku. A la dreta de la imatge es mostra una versió més llegible en japonès.

## Història
La destil·lació és una tècnica que a Àsia va començar al Regne de Siam (actualment Tailàndia), al voltant del segle XV. Es va estendre pel sud-est asiàtic, la Xina i finalment va arribar al Regne de Ryukyu (ara prefactura d'Okinawa) al Japó. Va ser en aquest últim lloc, on es va crear l'awamori. L'awamori és una especialitat de shochu a Okinawa.
El registre occidental més antic sobre el shochu data de 1546. Va aparèixer en un "Informe sobre assumptes japonesos", escrit pel portuguès Jorge Álvarez. En aquest registre es deia que, a l'Àrea de Yanagawa (ciutat de Ibusuki, Prefactura de Kagoshima), es bevia una "Orraqua (una mena d'aiguardent) feta d'arròs".
En el santuari Kōriyama Hachiman a Ōkuchi, Kagoshima es pot trobar la referència directa més antiga del shochu al Japó. Allí, dos fusters que treballaven al santuari en 1559 van gravar la següent inscripció en un tauló del sostre: "El sacerdot va ser tan garrepa que ni tan sols una vegada ens va donar shōchū de beure. Quina punyeta!"
Poc temps després, l'any 1603, es publicava el primer diccionari japonès-portuguès. On també es definia el shochu com: "Xǒchǔ: Vinho que sesaz do fogo como vrraqua", un licor elaborat amb una orraqua semblant al foc.
Al voltant d'aquells anys, el shochu s'elaborava a la prefactura de Kagoshima. Posteriorment, es va introduir en altres regions del sud de Kyushu, a la prefactura de Miyazaki i a la regió de Kuma de la prefactura de Kumamoto.
Inicialment, el fong Aspergillus luchuensis s'utilitzava per produir koji per fer awamori a la regió d'Okinawa. Mentre que Aspergillus oryzae s'utilitzava per fer shochu i sake a Kyushu. Es creu que, a la càlida regió sud de Kyushu, es donava sovint la contaminació microbiana del shochu. D'aquesta manera, a principis del segle xx, A. luchuensis es va començar a utilitzar en l'elaboració de shochu a Kyushu. Aquest canvi evitava la contaminació microbiana de manera molt eficaç.
Actualment, el shochu es fabrica a tot el Japó. Tanmateix, Kyushu i Okinawa segueixen sent els centres de producció.

## Producció
En la producció de shochu, es duen a terme essencialment quatre etapes de fermentació. L'etapa de producció de koji, l'etapa de producció de moto, l'etapa de producció de moromi i l'etapa de destil·lació. El koji és un gra fermentat, com l'arròs i l'ordi. El koji es fermenta amb un fong filamentòs anomenat també koji (A. oryzae). El koji produeix enzims de sacarificació, els quals transformen el midó en monosacàrids o disacàrids que utilitza el llevat per produir etanol.

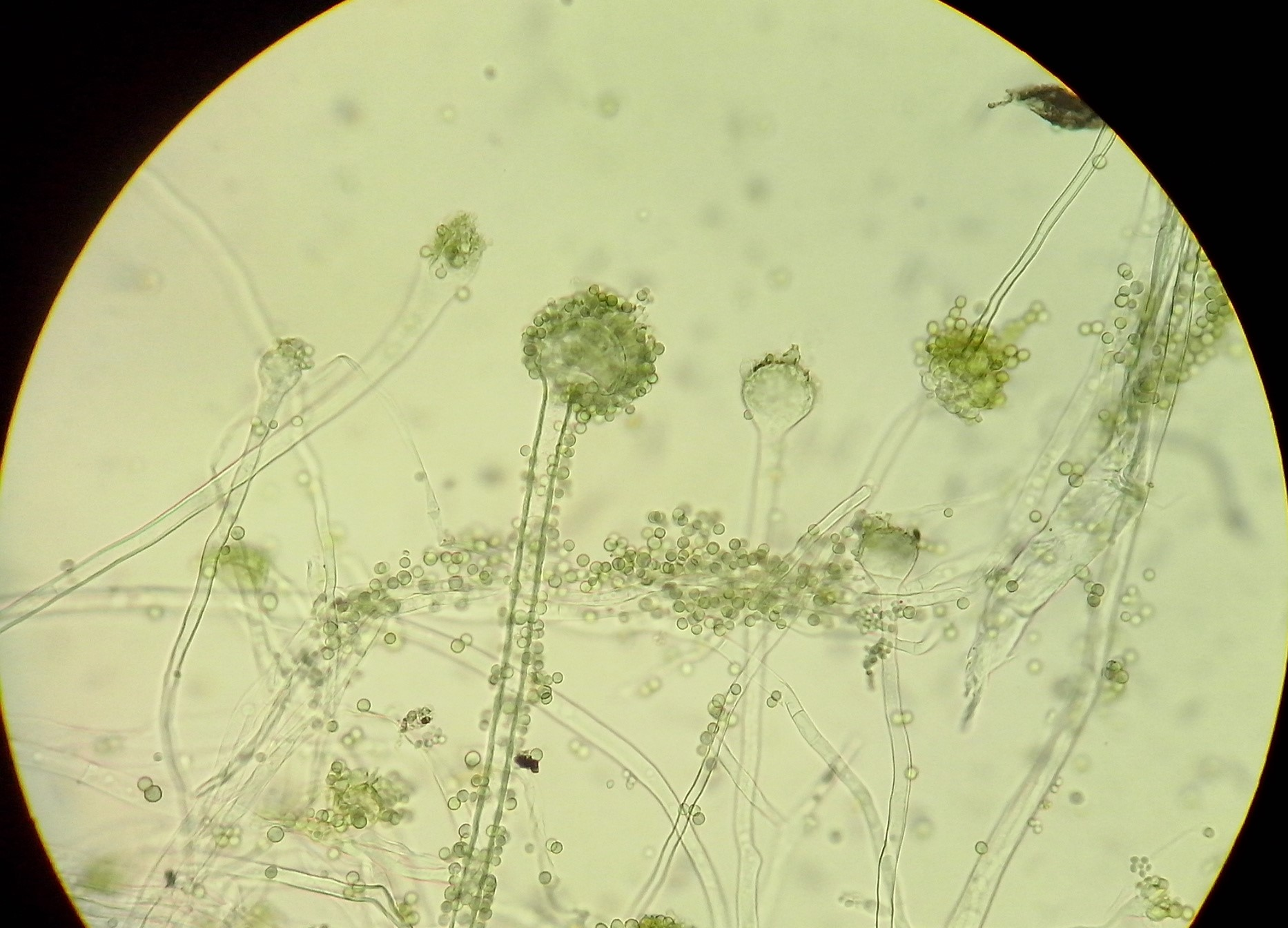
Aspergillus oryzae vist al microscopi òptic.

Durant la producció de koji (2 dies), Aspergillus awamori o A. kawachii és afegit per créixer a una densitat suficient en arròs al vapor; durant la producció de moto (5-8 dies), el koji és triturat afegint aigua, sacarificat per la soca d'Aspergillus i fermentada a alcohol per una soca de Saccharomyces cerevisiae que s'afegeix al començament de la producció de moto; durant la producció de moromi (7-12 dies), el principal ingredient que ha rebut un tractament de vapor i l'aigua, s'afegeix al moto triturat, i es continua amb la sacarificació i la fermentació alcohòlica; i finalment, es destil·la el moromi.
En aquest procés s'ha de mantenir un bon control de la temperatura, ja que el creixement del fong produeix calor, la qual cosa afavoreix l'acció de l'amilasa. Per això, s'ha de reduir la temperatura amb el procés Shimaishigoto, on també es produeix la mescla dels components. D'altra banda, s'afavoreix l'acumulació d'àcid cítric.
La qualitat del producte final depèn molt de l'acció de les amilases, ja que són els enzims responsables de la sacarificació del midó. Dins d'aquest procés trobem dos, les {\displaystyle \alpha }-amilases estables en àcid y les {\displaystyle \alpha }-amilases inestables en àcid. Ambdues son produïdes pel fong Aspergillus kawachii durant la producció i la proporció de cadascuna d'elles depèn de les condicions en les quals es trobi el cultiu. Es recomana que hi hagi amilases estables en àcid, ja que el pH del shochu és molt baix degut a l'acumulació d'àcid cítric. Per a augmentar la producció d'aquestes el cultiu ha de estar en estat sòlid amd arròs com a substrat, és a dir, amb un ambient poc humit i, conseqüentement, amb menys activitat hídrica. D'aquesta manera, les {\displaystyle \alpha }-amilases poden actuar correctament i la fermentació del shochu es pot dur a terme.

## Embotellat
Tradicionalment, el fabricant venia el shochu a la seva botiga. Els clients portaven els seus propis recipients de ceràmica buits per emplenar-los. D'aquesta manera era més econòmic pels fabricants, però no tant pels consumidors. Posteriorment, van començar a vendre el shochu en petits flascons de ceràmica. Finalment, van començar a vendre la beguda en ampolles de vidre. Algunes marques de shochu encara el venen en recipients de ceràmica, és el cas del Kame Shizuku. De fet, aquesta ampolla de shochu és un popular regal ja que el seu recipient de ceràmica es pot reutilitzar per fer encurtits o emmagatzemar aliments bàsics com l'arròs o la sal.
Avui en dia, normalment el shochu es ven en ampolles de vidre de 720, 900 o 1800 mil·lilitres. Anteriorment, només s'utilitzava el vidre transparent. Per aquest motiu les ampolles s'embolicaven amb paper, per evitar que la llum del sol fes malbè els olis del shochu lleugerament filtrat. Actualment, el shochu altament filtrat es sol vendre en ampolles de vidre transparent o verd. També s'utilitza sovint el vidre marró o negre i encara es prefereix l'embolcall de paper pel muroka shochu. Les etiquetes s'apliquen amb màquines a les fàbriques més grans, però moltes petites destil·leries encara etiqueten les ampolles a mà.

## Matèries primeres
El shochu es pot elaborar a partir de diferents matèries primeres, aquestes normalment són riques en midó. Podrien ser l'arròs, l'ordi, el moniato, el blat sarraí o la castanya. Moltes vegades, les matèries principals depenen de la regió on s'elabori la beguda.
El pastís de sake també s'utilitza per fer shochu des del segle xvii. Un altres cas és a les illes Amami de la prefactura de Kagoshima, on produeixen shochu de sucre morè. Com a cultiu d'inici s'utilitza koji i per la fermentació principal s'utilitza sucre morè.

### Arròs
L'arròs que s'utilitza per fer el shochu té una taxa de poliment del 90% aproximadament, aquesta és la mateixa que la de l'arròs de taula. En canvi, el sake està elaborat d'arròs amb una taxa del 40-70%. L'arròs també s'utilitza per fer koji per shochu de moniato i ordi, ja que té unes propietats físiques molt adients per fer koji.

### Ordi
L'ordi va arribar al Japó fa uns 1800 anys. El shochu d'ordi està fet amb ordi de dues curses. Els grans d'ordi es diferencien amb l'arròs ja que contenen més lípids en la capa externa. Per fer el shochu, el 30-35% de la capa externa de l'ordi es mol. Una altra diferencia és que l'ordi absorbeix aigua més ràpid i en major mesura que l'arròs. Els grans es poden adherir els uns amb els altres. Per tant, per fer koji a partir d'ordi és important fer un control de l'absorció de l'aigua eficientment. En algunes regions, l'arròs també s'utilitza per fer koji per shochu d'ordi.
Les diferències entre el shochu d'ordi i el whisky resideixen en el procés de producció, els compostos de sofre i la maduració.

### Moniato
El moniato va arribar des de la Xina a Kagoshima el segle xviii. A l'utilitzar moniato es pot reduir la qualitat del shochu, ja que es fa malbè fàcilment i aporta un gust amarg desagradable. Per aquesta raó, després de la collita i rentar els moniatos, s'eliminen els extrems i les parts fetes malbè. A vegades es pot treure la pell també. Després aquests moniatos seran cuits al vapor en un gran recipient.

## Tipus i varietats de shochu
El shochu i l'awamori són licors destil·lats tradicionalment japonesos. El shochu es divideix en dos tipus, el shochu d'una única destil·lació (també dit monodestilats) i el shochu de destil·lació contínua (o multidestil·lats). Es classifiquen depèn del mètode de destil·lació utilitzat segons la Llei del Impost sobre les Begudes Alcohòliques al Japó.
La majoria del shochu d'única destil·lació és moromitori shochu, que és tot aquell shochu que s'ha produït amb moromi, però també es pot fer mitjançant l'addició del most de la fermentació del sake al procés de destil·lació, anomenant-se kasutori shochu. Igual que amb el whisky, es pot barrejar shochu monodestil·lat i multidestil·lat en proporcions variables per crear shochu barrejat.
A partir dels licors monodestil·lats, els que utilitzen koji i llevat són coneguts com "honkaku shochu".
Hi ha una gran varietat de moromitori shochu. Quatre ubicacions de shochu, a més de l'Awamori, han aconseguit la protecció com a indicacions geogràfiques segons l'article 23 de l'Organització Mundial del Comerç (ADPIC) i s'indiquen a continuació:

### Shochu d'arròs
Shochu d'arròs (米焼酎, komejōchū) comparteix el seu ingredient base amb el sake, té un gust bastant espès i sembla haver-se desenvolupat originalment en regions massa càlides per a la producció de sake.
La prefectura de Kumamoto és particularment coneguda per la seva producció de shochu d'arròs, en particular el Kuma shochu (球磨焼酎) està protegit com a indicació geogràfica. Aquest es produeix exclusivament amb arròs provinent del japó i amb aigua de la prefectura Kumamoto.
El shochu d'arròs també es produeix en regions famoses pel seu sake, com les prefectures de Niigata i Akita.

### Shochu d'ordi
El shochu d'ordi (麦焼酎, mugishōchū) és generalment menys distintiu que el shochu d'arròs i més fàcil de beure. No obstant això, si s'envelleix en bóta, el sabor pot ser bastant intens i recordar fortament el whisky de malta únic.
Les prefectures d'Ōita, de Miyazaki i de Nagasaki són centres de producció. Iki shochu (壱岐焼酎), originari de l'illa de Iki, rep protecció com a indicació geogràfica. S'elabora amb ordi i arròs maltejat en una proporció 1:2, a més d'aigua específicament de l'illa d'Iki.

### Shochu de moniato
El shochu de moniato (芋焼酎, imojōchū) utilitza moniato, àmpliament conreat al sud de Kyūshū des del període Edo, com a ingredient base. Originalment, es produïa gairebé exclusivament a les prefectures de Kagoshima i Miyazaki, però actualment s'elabora a tot el Japó amb moniatos de cultiu local.

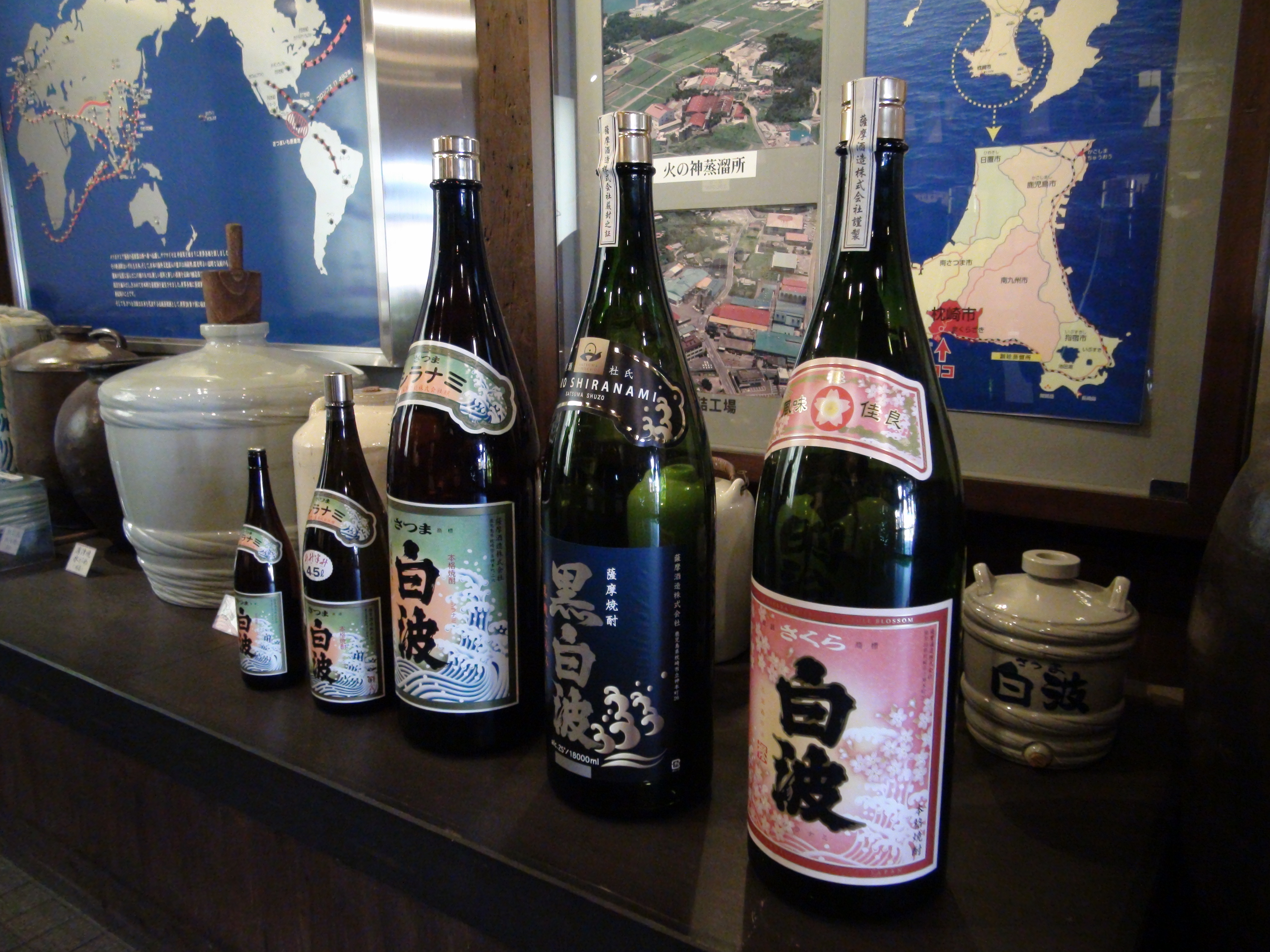
Ampolla de Satsuma Shochu.

Acostuma a tenir un gust fort i un poc fumat, d'una olor distinta; més recentment els productors han elaborat varietats on l'aroma es troba una mica suprimit.
El Satsuma shochu (薩摩焼酎), de Kagoshima, ha rebut protecció segons les normes de l'OMC com a indicació geogràfica.

### Shochu de sucre roig
El shochu de sucre roig (黒糖焼酎, kokutō shōchū) té un reconeixement geogràfic restringit a les illes Amami de la prefectura de Kagoshima i està condicionat a l'ús de kōji d'arròs.
Contràriament al que es podria esperar, el shochu de sucre roig té un gust suau i no especialment dolç, ja que no conté sucre. Actualment, es produeix en 25 cerveseries de 5 illes de l'arxipèlag Ryūkyū: Kikaijima, Amami Ōshima, Tokunoshima, Okinoerabujima i Yoronjima.

### Shochu de soba
El shochu de soba, o de fajol, (そば焼酎, sobajōchū) té els seus orígens l'any 1973 quan Unkai Brewery Co., de Gokase, prefectura de Miyazaki, el va desenvolupar utilitzant soba de la regió local com a ingredient base. Des de llavors els productors de shochu de tot el Japó l'han produït, de vegades com a part d'un shochu barrejat.
El gust és més suau que el shochu d'ordi.

### Awamori
L'awamori (泡盛, awamori), utilitza l'arròs com a principal ingredient base. Abans de l'abril de 1983, s'anomenava otsurui shochu, però ara oficialment s'anomena Awamori.
L'awamori s'elabora amb arròs gessamí, no amb l'habitual variant japonica de gra curt que s'utilitza en shochu d'arròs estàndard.
La llei japonesa classifica l'awamori com un honkaku shochu de destil·lació única, malgrat els diferents processos de producció. Ryūkyū Awamori (琉球泡盛) és una indicació geogràfica protegida restringida a Okinawa.

### Altres
El shochu es pot fer afegint-hi d'una quantitat molt àmplia d'ingredients inusuals, com ara la castanya, el sèsam i la fulla de perilla. Per exemple, hi ha una marca de llet shochu anomenada Makiba-no Yume. També existeixen shochu genèrics barrejats amb un suc o extractes de fruita en particular.

## Medi Ambient
Les deixalles generades per la detillació del shochu provoquen contaminació ambiental. No obstant això, es pot fer un aprofitament d'aquests, consistent a utilitzar com a font de nitrogen les proteïnes i aminoàcids presents en les aigües residuals. Aquests poden ser utilitzats per organismes com Schizochytrium sp., podent obtenir lípids de gran importància com l'àcid docosahexaenoic (DHA).

## Actualitat
Avui dia, el consum de litres de shochu per capita és de 7 L al Japó, sent una de les begudes alcohòliques més consumides a nivell nacional. Podem trobar-la en la major part dels comerços del Japó o en territoris que comptin amb una àmplia població japonesa.
Encara que també ha arribat a introduir-se en el mercat d'altres països d'Amèrica del Nord, comptant els Estats Units amb més de 100 marques diferents.
Actualment, en segons quines localitats del Japó, es continua utilitzant una tècnica ancestral de destil·lació, d'origen asiàtic, coneguda com “kabutogama chiki”, útil per a la producció de petits volums de shochu.